# Bill Laswell
Bill Laswell est un producteur et bassiste américain né le 12 février 1955 à Salem (Illinois).
Il s'exprime à travers des genres musicaux variés comme le jazz, le dub, le drum and bass, le funk, le rock ou encore de façon plus vague la musique expérimentale.

## Biographie
Originaire de Détroit et au départ guitariste, il joue avec des groupes de funk. Il part pour New-York en 1976 où il est bassiste du groupe Sun de Niki Buzz, qui joue régulièrement au CBGB, notamment en compagnie de Talking Heads ou de Mink DeVille. En 1978, il devient assistant dans le studio de Martin Bisi. Ses premiers projets artistiques sont Material (avec Martin Bisi, Fred Maher, Robert Quine et Michael Beinhorm) et Massacre (avec Fred Frith et Fred Maher). Son influence en tant que musicien et producteur devient prépondérante dans le label Celluloïd. Il commence ses nombreuses collaborations (Golden Palominos, John Zorn, Fred Frith, Elliott Sharp, et sur l'album de Brian Eno et David Byrne My Life in the Bush of Ghosts. En 1982, il sort son premier album solo Baselines.
Il est à l'origine de l'enregistrement et de la production de l'album Future Shock d'Herbie Hancock (contenant le fameux titre Rockit) et travaille avec le DJ Grandmixer DST. Il sort de sa semi-retraite Ginger Baker, l'ancien batteur de Cream, pour travailler avec lui. Il fonde le groupe de free jazz violent Last Exit avec le guitariste Sonny Sharrock, le saxophoniste Peter Brötzmann et le batteur Ronald Shannon Jackson.
On peut citer ses collaborations avec Jah Wobble, Daevid Allen au sein du New York Gong, Mick Harris, Brian Eno, Public Image Limited, FFF, John Zorn dans le cadre du projet Painkiller ou encore Buckethead pour le projet Praxis. Il a également remixé des œuvres d'artistes comme Bob Marley (Dreams Of Freedom: Ambient Translations of Bob Marley in Dub), Miles Davis, Lili Boniche (Boniche Dub, 1998) ou même Enrico Macias. En 2003, il produit et tient la basse sur Black Midnight Sun de Lucky Peterson (salué par la majorité de la presse musicale).
Bill Laswell est le mari de la chanteuse éthiopienne Gigi.

## Discographie
Une partie de sa discographie est accessible sur Bandcamp.

## N&R
1. ↑  « Bill Laswell », sur Bill Laswell (consulté le 13 mars 2021)